# زبان‌های ترکی سیبری
زبان‌های ترکی سیبری زیرشاخه‌ای از خانواده زبان‌های ترکی می‌باشد.

## دسته‌بندی
جدول زیر طرح دسته‌بندی لارس جانسون را نشان می‌دهد (۱۹۹۸).
| نیاترکی | ترکی عام | ترکی شمال‌شرقی (سیبری) | سیبری شمالی | سیبری شمالی | - ساخا - دولگان              |
| نیاترکی | ترکی عام | ترکی شمال‌شرقی (سیبری) | سیبری جنوبی | ترکی سیانی  | - تووایی - توفا              |
| نیاترکی | ترکی عام | ترکی شمال‌شرقی (سیبری) | سیبری جنوبی | ترکی ینیسی  | - خاکاسی - شور - یوغوری غربی |
| نیاترکی | ترکی عام | ترکی شمال‌شرقی (سیبری) | سیبری جنوبی | ترکی چولیمی | - چولیمی                     |
| نیاترکی | ترکی عام | ترکی شمال‌شرقی (سیبری) | سیبری جنوبی | ترکی آلتای  | - آلتای                      |